# John Carroll (Bischof, 1838)
John Carroll (* 16. März 1838 in Castleblaney, County Monaghan, Irland; † 14. Januar 1897 in Shrewsbury, England) war ein englischer römisch-katholischer Geistlicher und Bischof von Shrewsbury.

## Leben
John Carroll empfing am 22. Dezember 1861 das Sakrament der Priesterweihe für das Bistum Shrewsbury. Am 22. August 1893 wurde er zum Koadjutor des Bischofs von Shrewsbury berufen und erhielt zugleich den Titel eines Bischofs von Acmonia. Die Bischofsweihe spendete ihm am 28. Oktober 1893 der Erzbischof von Westminster Herbert Kardinal Vaughan unter Assistenz der Bischöfe von Leeds, William Gordon und von Salford, John Bilsborrow. Am 11. Mai 1895 trat er die Nachfolge im Bistum Shrewsbury an.
Er starb am 14. Januar 1897 im Alter von 58 Jahren.